# Hugo Zapałowicz
Hugo Zapalowicz (Liubliana, 15 de noviembre de 1852 - Perovsk, 20 de noviembre de 1917) fue un botánico, naturalista, explorador, abogado y militar de origen polaco.
Zapalowicz fue un investigador pionero de la flora y de la geología de los montes Cárpatos. También lo fue en Sudamérica, y autor de obras acerca de la flora de Babia Hora, montes Maramureş, Pocutia.
En 1894 es nombrado miembro de la "Academy of Learning".

## Algunas publicaciones
- Roślinność Babiej Góry pod względem geograficzno-botanicznym ( Vegetación de Babiej en términos geográfico y botánico) ("Spraw. Komis. Fizjogr." 14, 1880)- investigación botánica detallada en el Monte Babiej

- Kilka słów o geografii roślinnej (Unas palabras acerca de la fitogeografía) "Kosmos" 16, 1891

- Krytyczny przegląd roślinności Galicyi (Una revisión crítica de la vegetación de Galitzia) I-IV, Kr. 1906–1914

- Prof. F. Paxa Grundzüge der Pflanzenverbreitung in den Karpathen (Amplia distribución de las plantas en los Cárpatos) "Kosmos" 34, 1909

- Jedna z podróży naokoło ziemi (Un viaje alrededor de la tierra), Lwów. 1899 - una vuelta al mundo

- Z Czarnohory do Alp Rodneńskich (Con Chornohora a los Alpes Rodneńskich), H Zapałowicz, Kielce, 2001